# Alessio Cragno
Alessio Cragno (* 28. Juni 1994 in Fiesole) ist ein italienischer Fußballtorwart.

## Karriere

### Im Verein
Cragno entstammt der Jugendabteilung von Brescia Calcio und wurde 2012 in den Profikader übernommen. In seiner ersten Saison als Profi kam er zu zwei Einsätzen in der Serie B und scheiterte mit Brescia in den Aufstiegs-Play-Offs an der AS Livorno. In der folgenden Spielzeit wurde Cragno Stammspieler, nachdem er seinen älteren Konkurrenten Michele Arcari verdrängt hatte.
Zur Serie A-Saison 2014/15 wurde er von Cagliari Calcio verpflichtet. Am 21. September 2014 gab Cragno sein Debüt in der Serie A bei einer 0:2-Niederlage gegen die AS Rom. Nachdem Cragno zur Rückrunde und auch in der Hinrunde der Saison 2015/16 nicht mehr Stammtorwart war, folgte zunächst eine Leihe zur SS Virtus Lanciano. Die Saison 2016/17 über spielte er leihweise bei Benevento Calcio. Nach Ende der Leihe und seiner Rückkehr nach Cagliari wurde er dort Stammtorhüter. Im Juli 2022 wechselte der Spieler für eine Saison auf Leihbasis zur AC Monza und wurde im Anschluss fest vom Verein verpflichtet. Für die Saison 2023/24 wechselte Cragno leihweise zur US Sassuolo Calcio. Nach der Leihe verbrachte er noch ein halbes Jahr in Monza, bevor er sich Anfang Februar 2025 Sampdoria Genua in der Serie B anschloss.

### In der Nationalmannschaft
Cragno kam von 2009 bis 2017 in der U-17-, U-18-, U-19-, U-20- und U-21-Juniorennationalmannschaft zum Einsatz.
Erstmals für die Italienische Nationalmannschaft nominiert wurde Cragno im September 2018, blieb zunächst jedoch ohne Einsatz. Sein Debüt feierte er am 7. Oktober 2020 beim 6:0-Erfolg über Moldau. Sein zweites und bisher letztes Länderspiel absolvierte er im Mai 2021 beim Sieg über San Marino. Seit seiner letzten Nominierung im Mai 2022 wurde Cragno nicht mehr berücksichtigt.

## Erfolge
- Aufstieg in die Serie A: 2016/17
- Bester Spieler der Serie B: 2016/17